# Focke-Wulf Fw 62
Il Focke-Wulf Fw 62 era un idroricognitore marittimo biplano sviluppato dall'azienda tedesca Focke-Wulf-Flugzeugbau AG negli anni trenta e rimasto allo stadio di prototipo.

## Storia del progetto
Dopo l'introduzione dell'Heinkel He 114 ci si rese conto che le prestazioni non erano adeguate ad un utilizzo come ricognitore marittimo a supporto della Kriegsmarine, la marina militare tedesca del periodo. Per ovviare al problema nei primi mesi del 1936 il Reichsluftfahrtministerium (RLM), il ministero che all'epoca era responsabile dell'intera aviazione tedesca, emise una specifica per la fornitura di un idrovolante da ricognizione catapultabile destinato ad equipaggiare le maggiori unità di superficie della Kriegsmarine.
La richiesta venne avanzata alla Focke-Wulf-Flugzeugbau ed all'Arado Flugzeugwerke che proposero con progetti molto diversi fra loro. La Focke-Wulf realizzò il Fw 62, un modello in configurazione alare biplana, convinta che tale formula meglio si adattasse alle necessità di un idrovolante di piccole dimensioni. La Arado invece preferì una soluzione monoplana a scarponi, l'Ar 196.
Il primo dei 4 prototipi, l'Fw 62V1 (W.Nr. 2062), ed immatricolato con marche civili D-OFWF venne portato in volo per la prima volta nella primavera 1937 nella configurazione con i galleggianti a scarponi, seguito successivamente dall'Fw 62V2 (W.Nr. 2063, D-OKDU) con la stessa configurazione, mentre i successivi Fw 62V3 (W.Nr. 2064, D-OHGF) e Fw 62V4 (W.Nr. 2065, D-OMCR) mutavano la configurazione in quella a galleggiante centrale più galleggianti equilibratori posti sotto l'ala inferiore.
La modernità del progetto e le buone caratteristiche generali evidenziate fin dalle prime prove, indussero le autorità militari ad orientare la scelta verso l'Ar 196 risultato superiore in prestazioni all'Fw 62.

## Tecnica
L'Fw 62 era un idrovolante biplano di impostazione classica. I prototipi vennero completati nel 1937 e videro la luce in due configurazioni diverse: due esemplari avevano due galleggianti affiancati in posizione centrale mentre le altre due erano dotate di un solo galleggiante centrale e due più piccoli, con funzione di stabilizzatori, posizionati sotto le estremità delle ali.
La fusoliera presentava due abitacoli posti in tandem, l'anteriore riservato al pilota ed il posteriore per l'osservatore/mitragliere. Posteriormente terminava in un impennaggio cruciforme monoderiva caratterizzato dai piani orizzontali controventati di grandi dimensioni.
La configurazione alare era biplana, con le ali di ugual misura, la superiore caratterizzata da uno scanso centrale per facilitare l'accesso all'abitacolo del pilota e l'inferiore traslata leggermente verso coda. Le due erano collegate tra loro da un paio di montanti ad N per lato integrati da una serie di tiranti in cavetto d'acciaio; la superiore inoltre era collegata alla fusoliera da un castello tubolare e l'inferiore alla struttura che collegava inferiormente i galleggianti. Questi ultimi introducevano una interessante soluzione tecnica atta ad ammortizzare le sollecitazioni ricevute in fase di decollo ed ammaraggio: erano realizzati in gomma e riempiti di petrolio.
La propulsione era affidata ad un motore BMW 132K posizionato sul muso, un radiale 9 cilindri a singola stella raffreddato ad aria capace in quella configurazione di erogare una potenza di 812 PS (597 kW), racchiuso in una cappottatura bugnata ed abbinato ad un'elica bipala.
L'armamento era affidato a due mitragliatrici, una MG 17 calibro 7,92 mm posta in caccia ed una MG 15 brandeggiabile, sempre calibro 7,92 mm, posizionata nell'abitacolo posteriore ed azionata dall'osservatore.

## Utilizzatori
Germania
- Luftwaffe

utilizzato solo in prove di valutazione.